# Гимназия № 6 (Тверь)
Тверская гимназия № 6 — старейшее образовательное учреждение города Твери. Расположена в Центральном районе по адресу Советская улица, 1.

## История гимназии

### Основание школы
Здание школы было открыто 8 сентября 1905 года, в нём расположилось Тверское городское восьмиклассное женское коммерческое училище № 2. На церемонии открытия присутствовали губернатор П. А. Слепцов и городской голова А. Ф. Карпов, выступивший инициатором создания. Училище являлось общеобразовательным учебным заведением, где, помимо общего, ученицы получали и коммерческое образование. В течение первых десяти лет училище возглавлял выпускник естественнонаучного факультета Санкт-Петербургского университета Розе Николай Оттович.

### Школа после революции 1917 года
С 1918 по 1923 гг в здании находилась семилетняя школа № 24, затем до октября 1941 года восьмилетняя школа № 7. В период 1923-27(28) в школе руководил хором и преподавал пение будущий автор музыки к Гимну Советского Союза Александр Александров.
Во время оккупации города Калинина (Твери) немецко-фашистскими войсками (с 15 октября по 16 декабря 1941 года) в здании школы размещался немецкий госпиталь. После освобождения города в здании расположился советский эвакуационный госпиталь № 1812, который дислоцировался в Калинине до июля 1944 года. Здание школы являлось одним из немногих уцелевших зданий в городе Калинине, хотя прилегающая территория становилась ареной жестоких уличных боев осени и зимы 1941 года.
После войны здание вновь стало школой. С 1944 в здании располагалась 6-й мужская средняя школа (с 1956 г. — общеобразовательная), а с 1963 по 1993 гг. с углубленным изучением английского языка. В эти годы «6-я гвардейская», так неофициально называли школу, стала одни из лучших образовательных учреждений не только города Калинина, но и Калининской области.

### Новейшая история и настоящее время
В 1993 году 6-й школе было присвоено почётное звание «гимназия», и она стала называться «МОУ Тверская гимназия № 6» с углубленным изучением английского языка.
В 2008—2009 гг. 6-я гимназия заработала грант на 1 млн рублей как лучшее образовательное учреждение Тверской области, благодаря чему была закуплена новая мебель, оргтехника, учебные пособия.

## Преподавательский состав
В гимназии работают 3 Заслуженных учителя РФ, 38 учителей имеют высшую квалификационную категорию, 2 учителя имеют степень кандидата педагогических наук. Многие учителя гимназии № 6 имеют почётные звания:

### Награждены званием Заслуженные учителя Российской Федерации
- Синицына Н.Ф. - учитель английского языка;
- Чапурина Е.Г. - учитель английского языка;

### Награждены званием Почётного работника общего образования РФ
- Скрипченко Т. Я. — учитель химии, директор школы;
- Осипова Л. А. — учитель физики, зам. директора школы по УВР;
- Румянцева Н. А. — учитель начальных классов, зам. директора школы по УВР;
- Чапурина Е. Г. — учитель английского языка;
- Николаева С. А. — учитель биологии.
- Малова Л. А. - учитель химии, одна из лучших в России преподавателей.
- Шлосберг Е.И. - учитель английского языка, получила премию "учитель года" в 2022 году.

### Награждены Почётной грамотой Министерства образования и науки РФ
- Коняшкина А. Н. — учитель французского языка;
- Леонова Г. Г. — учитель русского языка и литературы, зам. директора школы по УВР;

Звание Заслуженной артистки России
имеет Солодухина О. Е., учитель риторики, руководитель театрального коллектива «Поиск».

## Учебная деятельность
Гимназия работает в режиме 5-дневной рабочей(с 1 сентября 2020 года, раньше 6-дневной) недели, в одну смену. В гимназии не работают группы продленного дня. Ведется углубленное изучение английского языка со 2-го класса и изучение французского языка с 5-го класса. Для 10 — 11-х классов существуют элективные курсы: филологические, физико-математические, экономические, иностранных языков, страноведение на французском языке, экономика, английский язык. Кроме того, в гимназии существуют театральная студия, различные кружки.

## Известные выпускники
В Тверской гимназии № 6 учились люди, которые впоследствии стали известными на весь Советский Союз и Россию:
- Полевой, Борис Николаевич (1908—1981) — писатель, общественный деятель, Герой Социалистического Труда.
- Зельдин, Владимир Михайлович (1915—2016) — актер театра Советской (Российской) Армии;
- Ефимов, Вячеслав Борисович (1923—1943) — Герой Советского Союза.
- Дементьев, Андрей Дмитриевич (1928—2018) — поэт, журналист.
- Гончаров, Герман Арсеньевич (1928—2009) — физик, Герой Социалистического труда.
- Горохов, Анатолий Сергеевич (1938—2023) — эстрадный певец, поэт-песенник.
- Шаталин, Станислав Сергеевич (1934—1997) — академик, экономист.
- Ильин, Марк Александрович (1919—1999) — историк-архивист, руководитель Тверской областной архивной службы (1946-1999).